# Wilfried von Besalú
Wilfried (katalanisch Guifré; † vor 1054) war der erste und einzige Bischof des kurzlebigen Bistums von Besalú aus dem Haus Barcelona. Er war ein jüngerer Sohn von Graf Bernard I. Taillefer († 1020) und dessen Frau Toda.
Im Jahr 1017 reiste Wilfried mit seinem Vater nach Rom, um dort Papst Benedikt VIII. um die Einrichtung eines Bistums für die Grafschaft Besalú zu ersuchen, das mit Wilfried als seinem ersten Bischof besetzt werden sollte. In der Grafschaft waren einige der bedeutendsten Klöster Kataloniens beheimatet, die mit ihren Pfarreien allerdings innerhalb der Kirchenhierarchie den Diözesen von Vic, Girona und Elne unterstellt waren. Durch die Einrichtung eines eigenen Bistums und seiner Besetzung mit einem seiner Söhne erhoffte sich Graf Bernard I. eine größere kirchenpolitische Unabhängigkeit. Der Papst gab dem Ersuchen statt und genehmigte außerdem die Anfrage Graf Bernards zur Umwandlung des Frauenklosters Sant Joan de les Abadesses, das sich angeblich in einem skandalösen Zustand befand, in ein Chorstift für das neue Bistum, mit dessen Leitung nun ebenfalls Wilfried betraut wurde. Noch im Jahr 1017 bestätigten Graf Bernard und Wilfried in zwei Urkunden die Gründung des Bistums und die Umwandlung des Klosters kraft einer päpstlichen Bulle.
Das Bistum Besalú erwies sich letzten Endes als sehr kurzlebig, da die Bischöfe von Vic, Girona und Elne eine Verringerung ihrer Amtssprengel zu seinen Gunsten nicht akzeptieren wollten. Allein die gräfliche Macht Bernards I. konnte ihren Ansprüchen einen Riegel vorschieben, die mit seinem Tod 1020 jedoch wegfiel. Das Bistum Besalú war damit faktisch schon wieder aufgelöst, da die Pfarreien der Grafschaft wieder unter die Autorität ihrer angestammten Diözesen zurückkehrten. Wilfried ist kurz vor dem oder im Jahr 1054 gestorben, da in diesem Jahr ein neuer Abt von Sant Joan de les Abadesses genannt wird.